# Chasmias
Genre
Chasmias est un genre d'insectes hyménoptères de la famille des Ichneumonidae, de la sous-famille des Ichneumoninae.
Synonyme : Chasmodes Wesmael, 1845 [homonyme junior].

## Liste d'espèces
Selon BioLib (18 juin 2023) :
- Chasmias fuscus Uchida, 1926
- Chasmias lugens (Gravenhorst, 1829)
- Chasmias major (Uchida, 1926)
- Chasmias masanderanicus (Heinrich, 1929)
- Chasmias motatorius (Fabricius, 1775)
- Chasmias paludator (Desvignes, 1854)
- Chasmias scelestus (Cresson, 1864)